# Peter Kretschmer
Peter Kretschmer, född 15 februari 1992 i  Schwerin i Tyskland, är en tysk kanotist. Tillsammans med sin partner Kurt Kuschela har han vunnit guldmedalj i OS London 2012 i C-2 1000 meter. 